# Vääräsaari (ö i Birkaland, Övre Birkaland, lat 62,16, long 23,72)
Vääräsaari är en ö i Finland. Den ligger i sjön Vaskivesi och Visuvesi och i kommunen Virdois i den ekonomiska regionen  Övre Birkalands ekonomiska region  och landskapet Birkaland, i den sydvästra delen av landet, 230 km norr om huvudstaden Helsingfors. Öns area är 2 hektar och dess största längd är 210 meter i sydväst-nordöstlig riktning.